# 能登 (列車)
能登（のと）は、東日本旅客鉄道（JR東日本）および西日本旅客鉄道（JR西日本）により、上野駅 - 金沢駅間で運行されていた夜行急行列車である。2010年3月13日のダイヤ改正以降は臨時列車となっていたが、2012年3月以降は全く設定されておらず、現在は一切の運用が行われていない。
本項では、東京と北陸地方を結んでいた優等列車の沿革についても一部記述する。

## 概要
「能登」は、当初東京駅 - 金沢駅間を東海道本線・北陸本線（米原駅）経由で結ぶ寝台車連結の定期夜行急行列車の愛称であったが、この列車は東海道新幹線の開業とその後の運行体系見直しにより解消された。
1975年3月10日ダイヤ改正において、上野駅 - 金沢駅間を高崎線・上越線・信越本線・北陸本線経由で運行していた季節夜行急行「北陸1号」が定期寝台特急「北陸」に格上げされたのに伴い、定期夜行急行「北陸2号」の愛称が「能登」とされ、上野駅始発・終着の北陸方面定期夜行急行の一列車として運行されるようになった。当時、上野駅を発着する北陸方面夜行優等列車として「北陸」「能登」のほか「越前」（福井駅発着）が運行されていた。
1982年11月15日ダイヤ改正において、上越新幹線の開通に伴い運行経路を上越線経由から信越本線（長野駅）経由に変更したが、1997年10月1日ダイヤ改正では北陸新幹線高崎駅 - 長野駅間の先行開業により信越本線横川駅 - 軽井沢駅間が廃止されたのに伴い再び上越線経由に変更された。「越前」廃止後の一時期には、福井まで定期運行されたことがあった。
1993年3月18日のダイヤ改正以降、定期列車として廃止されるまでは西日本旅客鉄道（JR西日本）金沢総合車両所所属の489系電車が使用されており、2003年9月に特急「雷鳥」から485系ボンネット型車両の運用が終了した後は、151系電車から続く「こだま型車両」を使用する最後の定期列車であった。
定期列車時代の初期は周遊券（「北陸ワイド周遊券」など）で自由席が乗車可能であったことや、同区間の寝台特急「北陸」で内容不十分な面が目立ったことにより、若者を中心とした金沢・能登半島方面の旅行者に高い人気で、1978年10月2日ダイヤ改正で「北陸」が14系客車に変更して内容充実化による客の流動を経て「能登」も1982年11月15日ダイヤ改正で14系客車変更による内容充実化で安いまま快適度が向上し、利用客からの好評を博した。国鉄民営化の翌年である1988年度において、1日の平均乗客数は233人であった。
しかし、周遊券の廃止や安価なビジネスホテルの増加、競合交通機関である航空機（羽田 - 富山・小松）・夜行高速バス・さらに北越急行ほくほく線開業などで速達化した昼行列車（上越新幹線と「はくたか」の乗り継ぎ）などに旅客の転移が進むなどの影響により、後期は低迷が続き、乗車率は平均2割以下（JR西日本広報部発表）であり、1日の平均乗車数は2003年度103人、2008年度183人、2009年度66人まで落ち込み、車両の老朽化の理由で、定期列車の運行は2010年3月13日に終了、同年3月19日からは臨時列車として運行が開始された。定期列車時代の晩年は利用も上野駅 - 高崎駅間や富山駅 - 金沢駅間といった、特急やライナーの代用的な利用に偏っており、夜行列車として利用する客は少なくなっていた。また、同区間を運行していた寝台特急「北陸」も2010年3月のダイヤ改正で廃止された。
臨時列車化された後は週末や大型連休に合わせて運行していた。2011年は東北地方太平洋沖地震（東日本大震災）の影響で一時的に運休し、同年4月下旬に再開したが運行本数は減少した。そして、2012年3月以降は運行予定が設定されておらず、現時点では2月24日が運行最終日となっている。ただしJR東日本は臨時列車であることを理由に、取り止めたあとでも復活する可能性を示しているため、廃止ではなく運行中止扱いとなっている。
2015年3月14日の北陸新幹線金沢開業に伴い、直江津駅 - 金沢駅間の北陸本線が並行在来線としてJR西日本より第三セクター鉄道（えちごトキめき鉄道・あいの風とやま鉄道・IRいしかわ鉄道）に分離されたため、従来のルートでJR線内だけで当列車を運行することは不可能となった。

### 列車名の由来
列車名の「能登」は、石川県能登半島全域を指す旧国名である能登国にちなんでいる。
「能登」の名称は戦前からあった東京駅 - 金沢駅間を東海道本線・北陸本線を経由して結ぶ夜行列車が準急列車に昇格した1946年から1968年10月1日のダイヤ改正まで使用されている。この間の1959年9月22日のダイヤ改正より急行列車に昇格している（東海道本線優等列車沿革の項目も参照）。
ヘッドマークは489系時代のパネル型から485系変更に伴って字幕式になり、デザインは基本的に従来のものを踏襲しているが、細部が変更されていた。

## 運行概況
2010年3月13日のダイヤ改正で臨時列車化され、毎週金曜日と土曜日、長期連休、お盆休みや年末年始などに運行されていたが、2011年3月以降は三連休中などを除き、土曜日の設定がなくなった。2012年春期において当列車は設定されず運行中止となっている。
上野行きは廃止前の寝台特急「北陸」のダイヤを、金沢行きは定期列車時代の急行「能登」のダイヤを、それぞれほぼ踏襲した。
冬季は日本海沿岸を走る信越線などの一部区間を中心に強風や雪害の被害に遭いやすく、それが原因で定期運行時代も含め運休や遅延が発生していた。

### 停車駅
上野駅 - 大宮駅 - 熊谷駅 - 高崎駅 - 直江津駅 - 糸魚川駅 - 泊駅 - 入善駅 - 黒部駅 - 魚津駅 - 滑川駅 - 富山駅 - 小杉駅 - 高岡駅 - 石動駅 - 津幡駅 - 金沢駅
- このほか、方向転換のために長岡駅で、乗務員交代のために水上駅・越後湯沢駅でそれぞれ運転停車した。

### 使用車両・編成
おもにJR東日本の新潟車両センターに所属していた485系電車K1・K2編成またはT18編成（国鉄特急色）の6両編成が使用されていた。上下とも、長岡駅で列車の進行方向が変わった。金沢行きは上野駅 - 長岡駅間は6号車が先頭となり、長岡駅 - 金沢駅間では1号車が先頭であった。
489系電車で運転されていた際に設けられていた自由席の設定とラウンジの連結はなくなり、半室グリーン車とレディースシートを含め、全車指定席であった。

### 担当乗務員区所
- 車掌

上下列車とも全区間をJR西日本の金沢列車区が担当していた。
- 運転士は各旅客会社が自社区間を担当。

## 定期列車時代の運行概況
2010年3月ダイヤ改正以前の定期列車時代における運行概況は次のとおり。

### 使用車両・編成
運転開始当初は、スハ43系客車・10系客車・スロ62形客車をおもに使用し、荷物車のスニ41形も連結していた。
1982年11月から1993年3月までは、座席車・寝台車を混成した14系客車で運転され、マニ50形荷物車も連結し、車両は金沢運転所（現・金沢総合車両所）が担当していたが、1985年3月に尾久客車区（現・尾久車両センター）へ移管されている。
1993年3月から2010年3月までは、JR西日本の金沢総合車両所に所属する489系特急形電車を使用し、同時に寝台車の連結を終了して全車が座席車となり、寝台特急「北陸」との差別化がなされた。
1997年9月30日までは高崎駅 - 直江津駅間を信越本線経由で運行し、直江津駅 - 金沢駅（福井駅）間は逆向きで、横川駅 - 軽井沢駅間では上野側にEF63形電気機関車を2両連結していた。
1997年9月30日までの停車駅
上野駅 - 赤羽駅 - 大宮駅 - （上尾駅） - （桶川駅） - （鴻巣駅） - 熊谷駅 - 高崎駅 - 横川駅 - 軽井沢駅 - 小諸駅 - 上田駅 - 長野駅 - 妙高高原駅 - 新井駅 - 高田駅 - 直江津駅 - 糸魚川駅 - 泊駅 - 入善駅 - 黒部駅 - 魚津駅 - 滑川駅 - 富山駅 - 小杉駅 - 高岡駅 - 石動駅 - 津幡駅 - 金沢駅 - 松任駅 - 小松駅 - 加賀温泉駅 - 芦原温泉駅 - 福井駅
- （　）は下り列車のみ停車
- かつては能生駅にも停車していた

### 車内チャイム
489系時代の車内チャイムは、乗務員室が「百万石音頭」・「東京音頭」・「信濃の国」・「鉄道唱歌」（オリジナル版）・「佐渡おけさ」の5曲、グリーン車にある車掌室が「美しく青きドナウ」「ペール・ギュント - 朝」・「カッコウチャイム」の3曲であった。基本的に、始発駅発車後と終着駅到着前は「鉄道唱歌」、おはよう放送は「朝」・「カッコウチャイム」を、金沢駅到着前は「百万石音頭」が使用され、それ以外を聞くことができるのはまれであった。489系H01編成が使用される場合は、おはよう放送と終着駅到着前放送はオルゴールの「鉄道唱歌」が使用された。

## 臨時列車

### 能登91号・92号
新潟県中越地震の影響で不通、暫定ダイヤとなっていたために運休となっていた「能登」に代わって、2005年2月11日 - 3月20日に北越急行ほくほく線を経由する「能登91・92号」が運転された。使用車両は定期列車と同じJR西日本489系電車だが、ほくほく線経由の運行では途中駅で運転方向が変わる「逆編成」区間がないため、JR西日本管内では通常と逆の編成で運転された。このため、運行開始前と運行終了後に「能登」で運用する489系電車を金沢駅から大阪駅まで回送し北方貨物線・大阪駅経由で方向転換を行った。また、車両運用上の都合でJR東日本新潟車両センター所属の485系電車3000番台9両編成（R1・R2編成・「はくたか」用編成）が使用されたこともあった。

### 加賀
夏季を中心に運転されていた臨時列車。列車番号は8601列車、8602列車（経路変更後の長岡駅 - 金沢駅間は8611列車、8612列車）で、1992年までは能登81・82号として運転されていたが、1993年以降は臨時急行「加賀」として、運転経路を上越線経由に変更したうえで運転された。定期「能登」が通過となった能生駅に停車していたほか、定期「能登」が電車化された後も客車を使用していたが、1998年8月22日の運行を最後に廃止された。

## 沿革

### 611・612列車
- 定期客車夜行普通列車611・612列車（普通車のみ）が上野駅 - 米原駅間（高崎線・信越本線・北陸本線経由）で運行される。
  - 1956年 : 時点の下り列車は上野23時50分発、金沢15時15分着、上り列車は金沢13時46分発、上野5時着だった。上り列車は小諸駅 → 上野駅間で快速（通過）運転。
- 1960年頃：下り列車の上野駅 → 高崎駅間の新潟行き普通列車併結運転を解消、611列車の上野駅 → 高崎駅間を快速（通過）運転とする。

### 「黒部」「越前」の登場と「黒部」の「北陸」への統合・臨時列車化
- 1961年10月：611・612列車が急行に格上げされ、上野駅 - 長野駅・直江津駅・金沢駅間を結ぶそれぞれ313M・314M急行「とがくし」（電車）、同2301・2302列車「丸池」（客車B寝台連結）、603・604列車「黒部」（客車B寝台連結）となる。急行「黒部」の運転時刻は下りが上野20時20分発、金沢6時56分着、上りが金沢19時発、上野5時58分着。急行「黒部」は1959年に多客期臨時列車として運行開始、この時に定期化した。
  - この頃、急行「能登」は東京駅 - 金沢駅間を結ぶ夜行列車（客車、B寝台連結）として運行されていた。
- 1965年10月：上野駅 - 福井駅間に定期夜行客車急行「越前」（B寝台連結、603・604列車）が新設される。下りは上野19時30分発、金沢5時55分着、上りは金沢19時45分発、上野6時15分着。急行「黒部」（上野駅 - 金沢駅間）は605・606列車に変更。
- 1969年10月：急行「黒部」を臨時列車化、また運行経路を高崎線・上越線・信越本線・北陸本線経由に変更し、夜行急行「北陸」に統合、「北陸」2往復（2号が定期列車、1号は季節列車）となる。

### 「能登」の登場

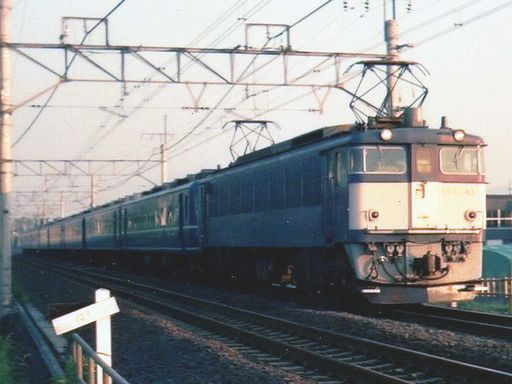
EF62形+14系客車時代の「能登」
（1989年頃 高崎線 新町駅 - 神保原駅間）

- 1975年3月10日：季節夜行急行「北陸1号」（客車）を寝台特急に格上げし定期化、寝台特急「北陸」とする。定期夜行急行「北陸2号」は名称を「能登」に変更。「能登」にはスハ43系客車・10系客車・スロ62形客車をおもに使用し、スニ41形も併結。
- 1982年11月15日：上越新幹線開通によるダイヤ改正（1982年11月15日国鉄ダイヤ改正）により、上越線経由から信越本線経由に変更（実質的には、前述の信越本線経由で上野駅 - 福井駅間を運行していた「越前」の「能登」への改称および運行区間が金沢駅までの短縮化）。座席車・寝台車を混成した14系客車で運転され、マニ50形荷物車も連結。車両は金沢運転所が担当。
- 1985年3月14日 ：車両の担当を金沢運転所から尾久客車区（現在の尾久車両センター）へ移管。
- 1986年11月1日：小荷物輸送の全面廃止により、荷物車の連結を終了する。
- 1987年3月31日: 国鉄最後の日に金沢発定期列車の続行で489系による救済臨時列車が運転された。
- 1987年4月1日：国鉄分割民営化により、東日本旅客鉄道（JR東日本）の担当となる。以後1993年の電車化までJR東日本が車両を担当。
  - 「能登」の民営化時の乗車率はJR西日本広報部によると5割程度であった[5]。
- 1989年7月 - 1992年：「能登」が快速「のと朝市号」の名称で、観光シーズンのみ七尾線七尾駅まで、秋には輪島駅（1991年のと鉄道七尾線に移管後、2001年廃止）まで延長運転を行う。
  - 14系寝台車3両と14系座席車1両の編成で、牽引機はDE10形ディーゼル機関車を使用。

### 489系時代の「能登」

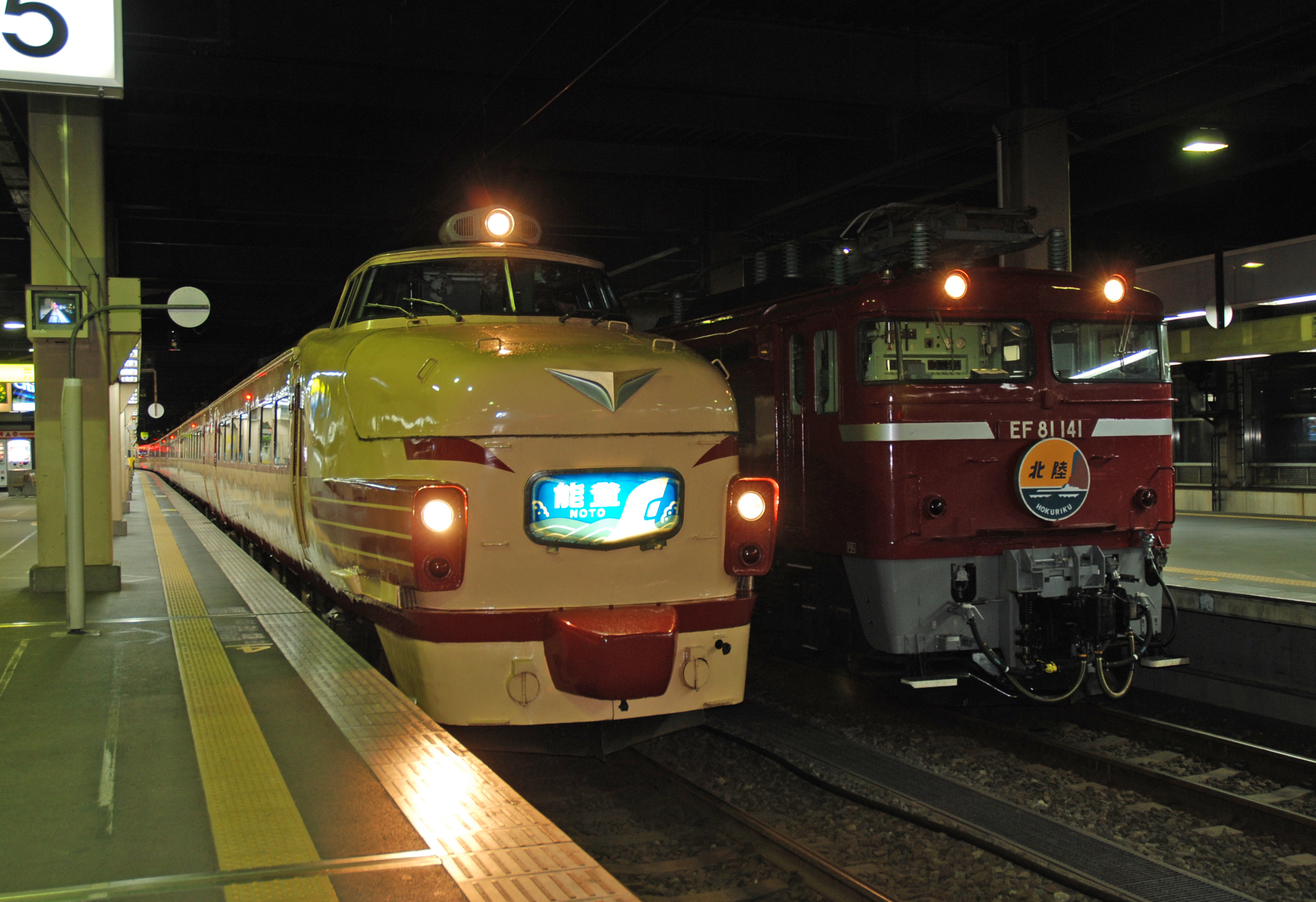
489系「能登」（左）と「北陸」（右）
（2009年12月14日 金沢駅）

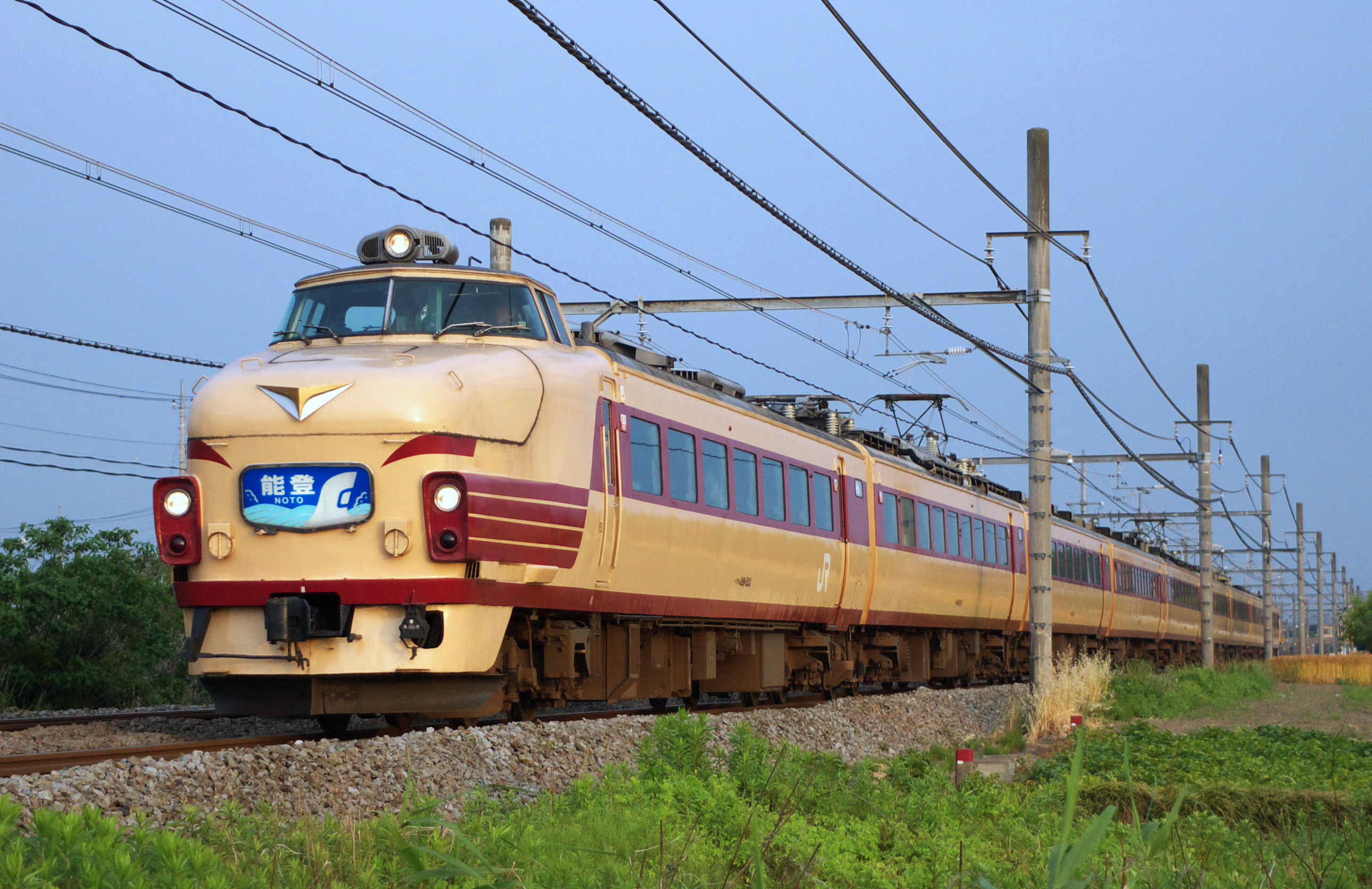
489系時代の「能登」
（2007年5月29日）

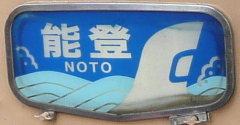
489系時代の「能登」ヘッドマーク

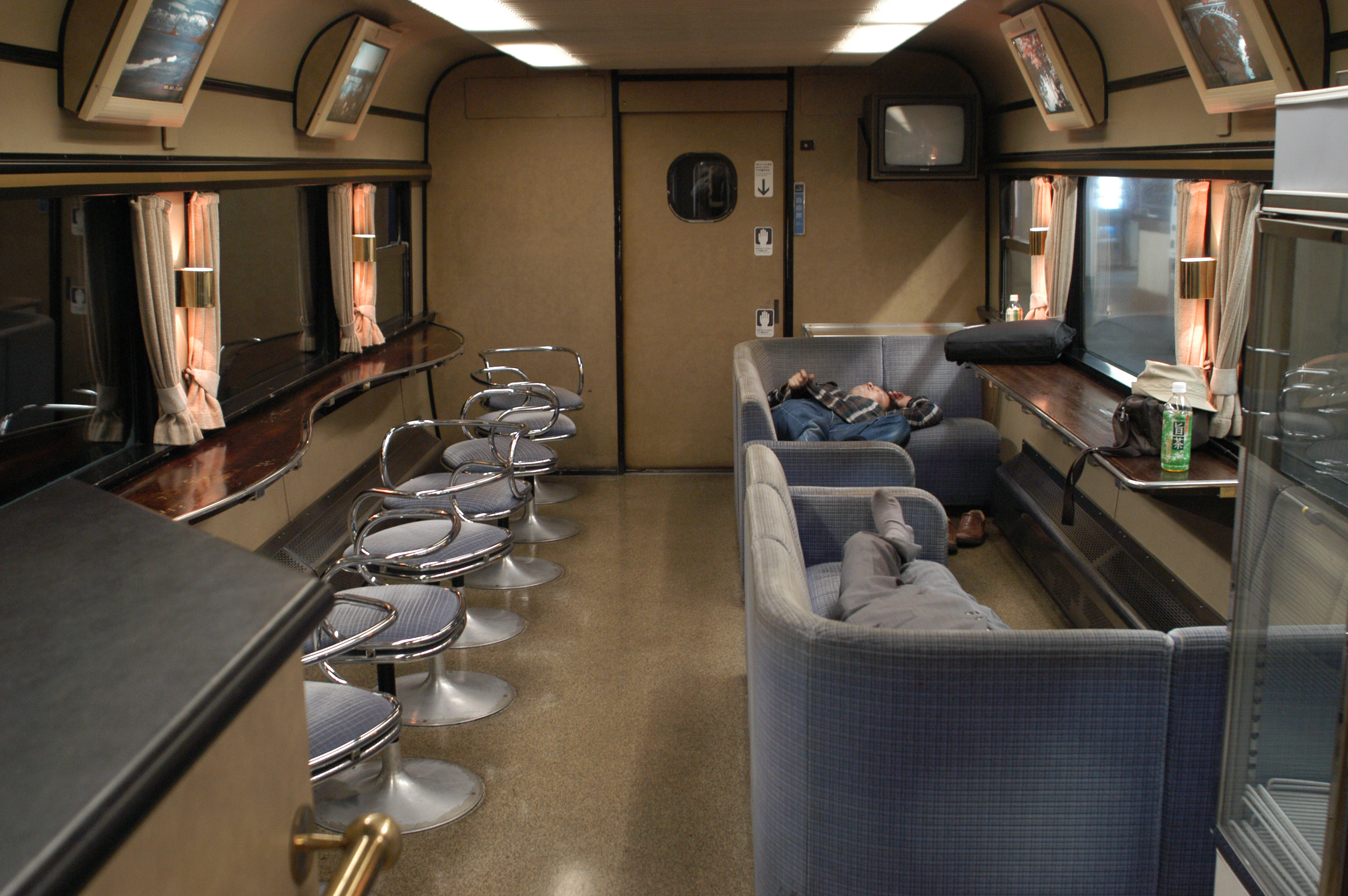
モハ489のラウンジスペース（2004年5月15日）

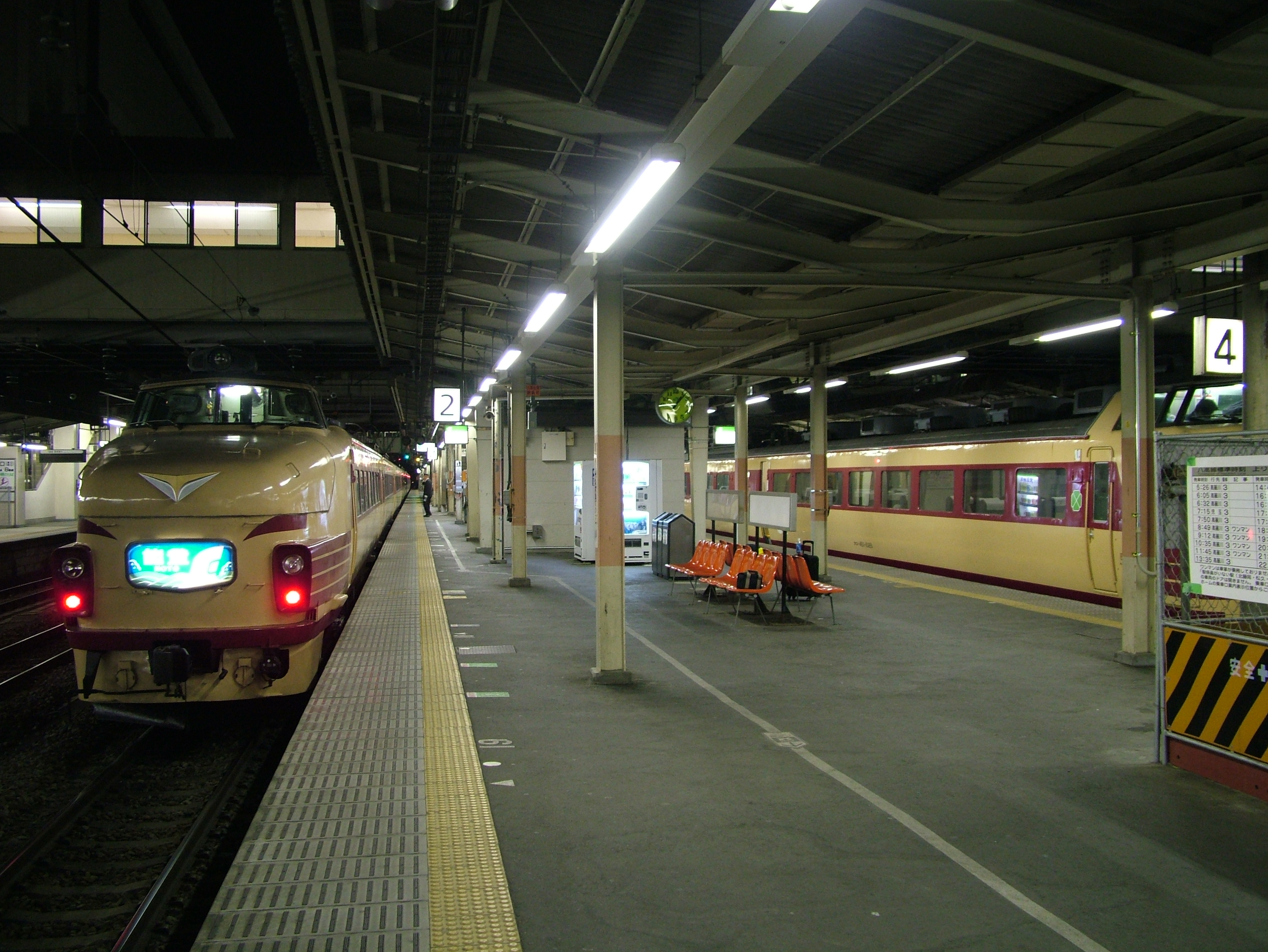
489系「能登」（左）と「ムーンライトえちご（右）」高崎駅にて（2005年4月30日）

- 1993年3月18日のダイヤ改正に伴い、「能登」運行形態を大幅に変更。
  - 14系客車での運転を終了し、金沢総合車両所の特急形車両の489系電車に置き換え。エル特急「白山」（上野駅 - 金沢駅）と共通の車両で、同時に寝台車の連結を終了して全車が座席車となり、寝台特急「北陸」との差別化がなされた。これに伴い、車両の管轄がJR東日本からJR西日本へと変更。
  - このとき廃止した上野駅 - 長野駅間の夜行急行列車「妙高」のダイヤを踏襲し、下り列車の高崎線内の停車駅を追加。上り列車は先発する寝台特急「北陸」よりも上野駅に先着するダイヤとなった。
- 1994年12月3日：ダイヤ改正に伴い、運行区間が福井駅まで延長される。金沢駅 - 福井駅間はこれまでも臨時列車として運転されることはあったが、同日以降定期列車としての運転となる。
- 1997年10月1日：北陸新幹線先行開業に伴う信越本線横川駅 - 軽井沢駅間の廃止により、「能登」が再び上越線経由になる[1]。
  - 北陸新幹線の工事中は、上野駅・金沢駅を毎週火曜日に発車する列車は上越線経由（迂回区間は客扱いせず。多客期や高崎駅 - 直江津駅間が水曜日が休日の場合は通常通り信越本線経由）で運行。
- 1998年8月22日：この日の運行を最後に臨時急行「加賀」が廃止される。
- 2001年3月3日：運行区間が金沢駅までに短縮。運行区間が寝台特急「北陸」と同一になる[18]。
- 2002年12月1日：下り列車の高崎線内の停車駅が削減。併せて上野駅発車時刻を30分ほど繰り上げ、ホームライナーなみの通勤客輸送自体は減少。
  - このダイヤ改正までは、下り列車は上越新幹線の最終列車や、高崎線の高崎行最終普通列車より後発となる時刻設定となっていたため、最終列車に乗り遅れた利用者や、着席を望む利用者など別目的で当列車を利用する者も多数存在していたが、利用客のマナーが悪く車掌は苦労していた[19]。その後も定期列車運行終了まで、遅い時間に大宮駅・熊谷駅・高崎駅に下車する乗客の需要も引き続き存在していた[5]。
- 2004年10月23日 - 2005年3月24日：新潟県中越地震の影響により運休（ただし、2004年12月30日から2005年1月3日までは、年末年始の帰省客のために通常の区間で運転された）。
- 2005年2月11日 - 3月20日：期間中の金曜日・土曜日と3月20日に出発し、北越急行ほくほく線を経由する臨時列車「能登」91号・92号が運行。
- 2007年7月16日 - 9月12日：新潟県中越沖地震の影響（信越本線一部区間の運転見合わせ）により運休。
- 2009年6月1日：全車禁煙となる[20]。

### 「能登」臨時列車化
- 2010年3月13日：「能登」は臨時列車化により、ボンネット型先頭車を使用した定期列車が消滅[注 2]。
  - 3月19日：臨時列車として運転開始[13][21]。使用車両を新潟車両センターの485系電車K1・K2編成の6両編成とし、自由席とラウンジの設定が消滅し、半室グリーン車と女性専用席を含め全車指定席に変更。同日の乗車率はJR西日本金沢支社によると約50%だった[13]。
- 2011年3月11日 - 4月27日：東北地方太平洋沖地震（東日本大震災）の影響により運休[22]。
- 2012年
  - 2月24日：2012年冬期の臨時運行最終日[10][12]。
  - 3月以降：当列車の設定なく運行中止[3][9][信頼性要検証][10][11]。